# سفين غوستا نيلسون
سفين غوستا نيلسون (بالسويدية: Sven-Gösta Nilsson)‏ هو فيزيائي سويدي، ولد في 14 يناير 1927 في كريستيانستاد في السويد، وتوفي في 24 أبريل 1979 في لوند في السويد.